# Khačatur Abovjan
Khačatur Abovjan (IPA: [χɑtʃʰɑtuɾ ɑbɔvjɑn]) (in armeno: Խաչատուր Աբովյան; Kanaker, 15 ottobre 1805 – scomparso il 14 aprile 1848) è stato uno scrittore armeno.

## Biografia
La sua formazione culturale è prettamente europea; in particolare, ha subito l'influenza del romanticismo tedesco. Fu attirato dagli ideali liberali ed egualitari, che però gli crearono grande ostilità in patria. Per la sua ampia produzione di romanzi, racconti e opere teatrali è ritenuto uno dei fondatori della moderna letteratura armena. Nel romanzo storico Le ferite dell'Armenia, scritto nel 1840 e pubblicato postumo nel 1858, attraverso il racconto, dai toni spiccatamente popolareggianti, della rivolta contro il dominio persiano Abovian, celebra le virtù eroiche e la grandezza della nazione armena.

## Opere
- 1840 – Verkh Hayastani